# Orelvis Pérez Mitjans
Orelvis Pérez Mitjans (28 de juliol de 1976) és un jugador d'escacs català nascut a Cuba que té el títol de Gran Mestre des del 2012.
A la llista d'Elo de la FIDE del desembre de 2021, hi tenia un Elo de 2425 punts, cosa que en feia el jugador número 68 (en actiu) de l'estat espanyol. El seu màxim Elo va ser de 2504 punts, a la llista de juliol de 2012 (posició 881 al rànquing mundial).

## Resultats destacats en competició
El 2010 va ser segon al XII Obert de Sants amb 8 punts de 10, mig punt menys que el primer classificat l'israelià Maxim Rodshtein.
El juny del 2011 va ser campió del XXIII Obert Vila de Sant Boi destacat amb 7½ de 9, per davant de Jorge A. González i Lázaro Lorenzo. L'agost del 2011 va ser campió del 38è Obert Ciutat de Manresa sumant 8 punts de les 9 rondes jugades, un punt més que els seguidors: el gallec David Lariño, el georgià Levan Aroshidze i el cubà Yuri González.
Dos anys seguits, 2012 i 2013, fou campió del Memorial Josep Lorente. El maig de 2013 fou segon a l'Obert Internacional d'Escacs Ciutat de Mollet del Vallès, rere Aimen Rizouk. També el 2013 va ser campió de Catalunya en vèncer a la final el GM Josep Manuel López Martínez per 1½ a ½.
L'abril del 2014 va ser campió al IX Obert d'escacs UNED Guadalajara amb 7 punts de 8 partides, mig punt més que José Candela Pérez, segon classificat. En aquest torneig jugat al Casino Principal de Guadalajara, Orelvis hi va obtenir un premi de 400 euros. El juliol de 2014 fou tercer a l'Obert de Torredembarra amb 7 punts de 9 (el campió fou Jorge A. González Rodríguez).
L'octubre de 2015 fou 2n-4t el 4t Memorial Oliver González jugat a Leganés (Espanya) destacat amb 7 punts de 9 (el campió fou Karèn H. Grigorian).